# Rio del Ponte Piccolo

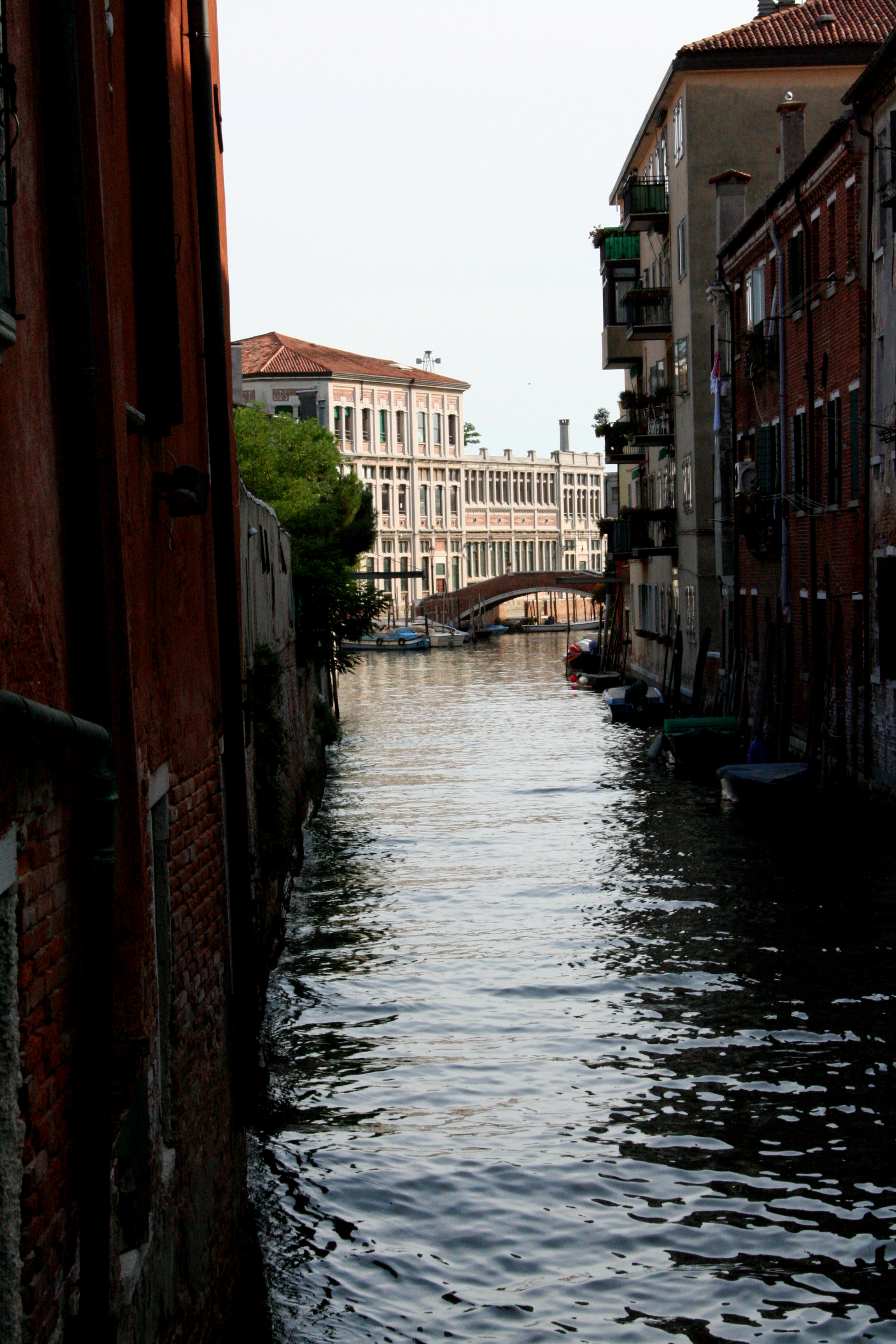
Le rio Ponte Piccolo et ponte de le Scuole

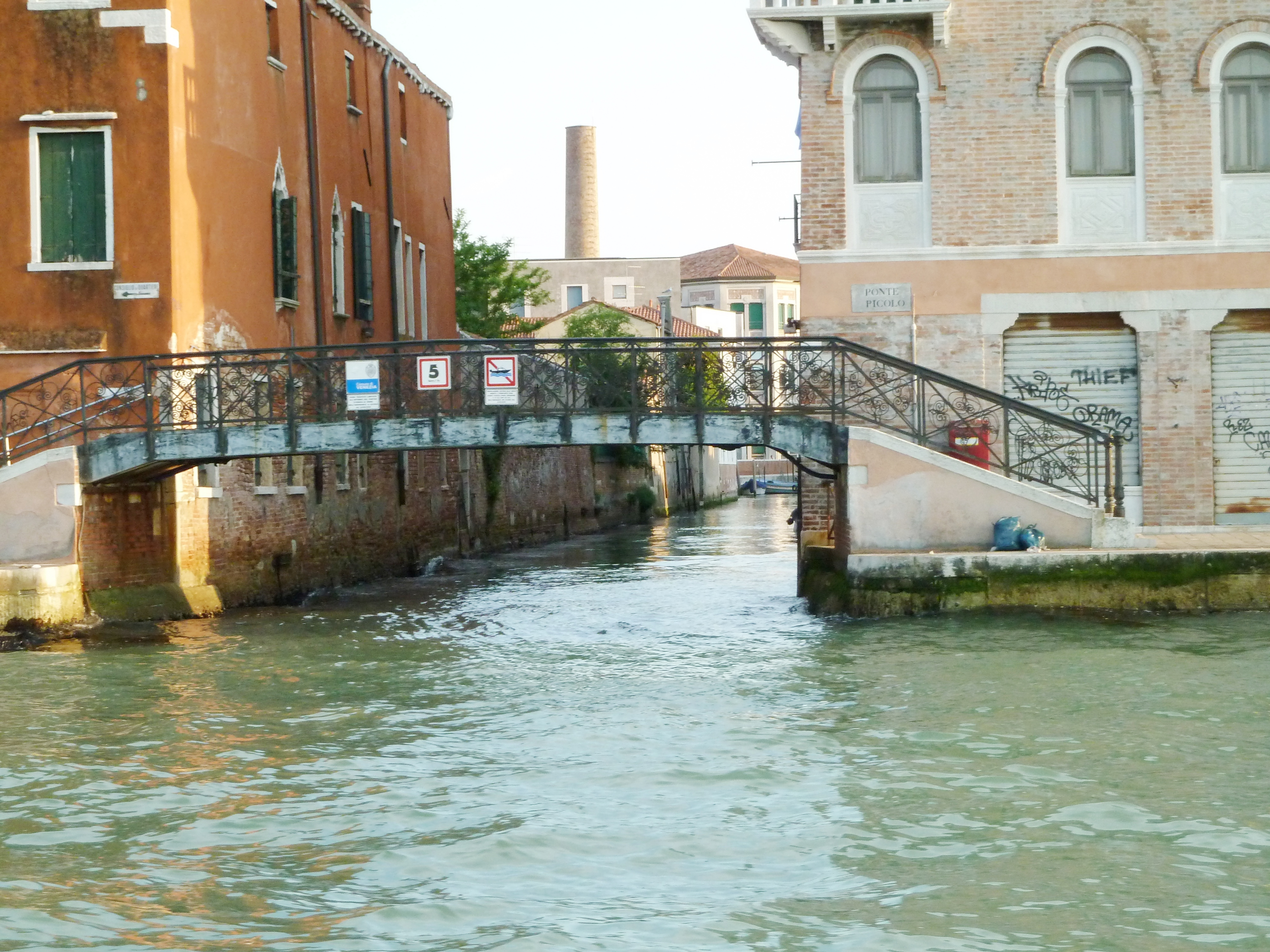
Le ponte piccolo

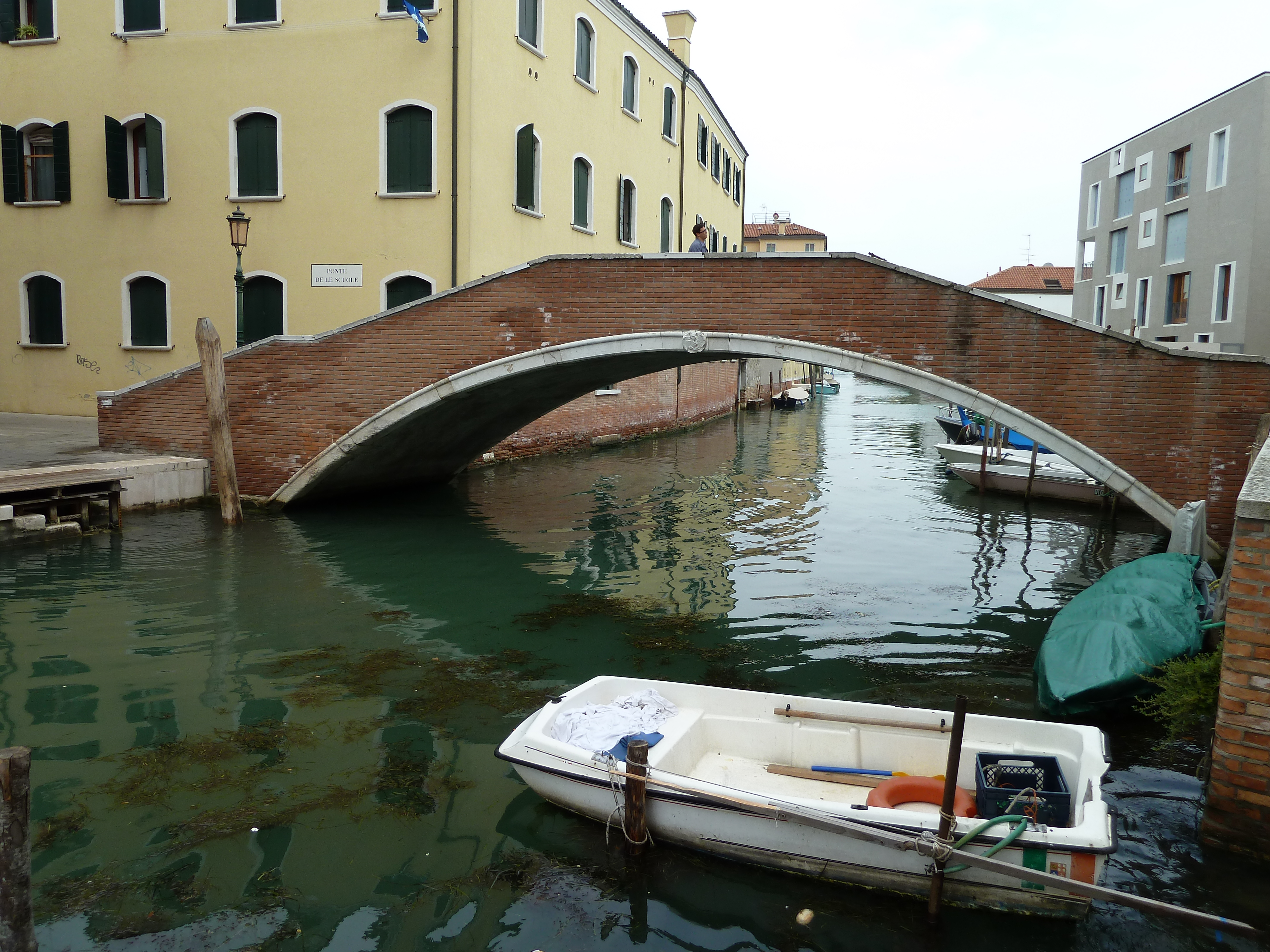
Le ponte de le Scuole

Le rio del Ponte Piccolo (canal du Petit Pont) est un canal de Venise dans l'île de Giudecca dans le sestiere de Dorsoduro.

## Description
Le rio del Ponte Piccolo a une longueur d'environ 350 mètres. Il traverse la Giudecca de nord en sud et se raccorde au Canal de la Giudecca.

## Situation
Ce rio longe :
- le fondamenta delle Scuole.

## Ponts
Ce rio est traversé par deux ponts (du nord au sud) :
- le ponte Piccolo reliant le fondamenta éponyme au Fondamenta Santa Eufemia ;
- le Ponte de le Scuole reliant le fondamenta éponyme à la corte Grande.